# Encarnació Llorens Pérez
Encarnació Llorens Pérez (Barcelona 1894 - Sant Adrià del Besòs, 26 abril 1939) militant de la UGT mestressa de casa i jornalera, tenia 45 anys i fou una de les dotze dones republicanes afusellades al Camp de la Bota per la Repressió Franquista.
Als darreres dies de gener de 1939, la retirada de l'Exèrcit Republicà, va permetre a les tropes del general Franco ocupar Barcelona i malgrat que mancaven encara dos mesos per acabar la Guerra Civil Espanyola, es va instaurar una cruenta repressió que va delmar famílies senceres. Es van perdre drets i llibertats i es fomentà la delació. Les dones sospitoses de ser rojes, foren considerades unes depravades. Els nacionals van idear per a elles càstigs i vexacions degradants i van relegar-les a l'ostracisme laboral.
Encarnació tenia 45 anys i fou denunciada i detinguda el 27 de febrer de 1939 juntament amb el marit Ramón Roca Prat de 47 anys i llur fill Ramón Roca Llorens de 24 anys. Sotmesos al Consell de Guerra Sumaríssim el 25 de març de 1939, foren acusats, sense proves concloents, d'haver participat el 19 de juliol de 1936 en l'incendi i saqueig d'un convent del carrer de Llúria, en el qual s'havien refugiat alguns militars colpistes i que van morir en els enfrontaments. Un informe de la Falange acusava la família Roca Llorens d'haver-se endut una enciclopèdia i el sabre d'un dels morts i d'haver fet befa dels cadàvers. Tots tres foren sentenciats a mort i afusellats, l'un al costat de l'altre, la matinada del 26 d'abril de 1939 al Camp de la Bota i enterrats posteriorment al Fossar de la Pedrera de Montjuïc.